# Kamaloka

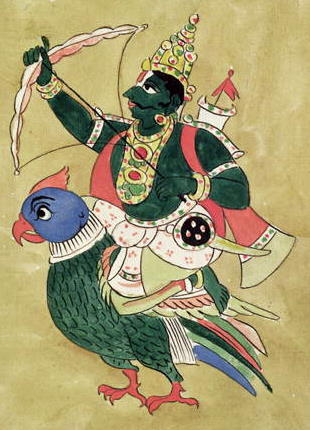
La divinità Kama le cui frecce innescano ogni tipo di desiderio, da quelli materiali a quelli più spirituali

Nella terminologia buddista e induista, e successivamente teosofica, il Kamaloka è il luogo post-mortem dove si provano desideri, sentimenti (piacevoli o spiacevoli) e passioni, o meglio una condizione esistenziale in cui il dipartito prova su di sé tutti gli eventi (positivi e negativi) che ha fatto provare a tutte le persone conosciute nella sua vita terrena.

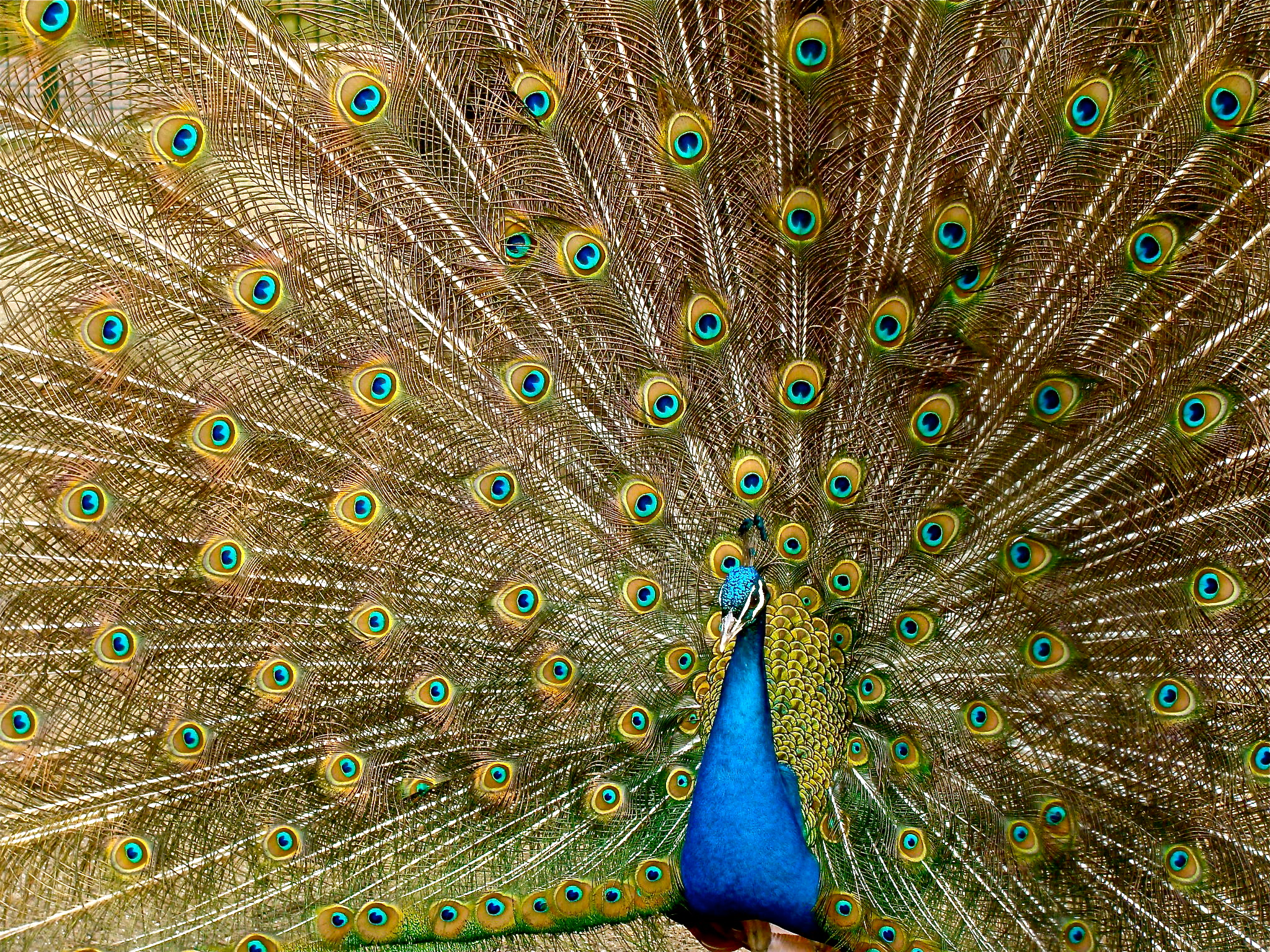
Esempio di piacere estetico generato dalla natura

## Origine e significato del termine
Il termine viene dal sanscrito Kāma = «desiderio» e Loka = «mondo». Traducibile pertanto come «mondo dei desideri», viene detto anche piano astrale. Esso corrisponde solo da un certo punto di vista al Purgatorio della religione cristiana.

## Nell'antroposofia
Rudolf Steiner afferma che questo periodo dipende da quanto ci si è distaccati dalla materialità. Se infatti si è operato un progressivo distacco il periodo si accorcia.
(Rudolf Steiner)